# Robert Aickman
Robert Fordyce Aickman (27 de junio de 1914-26 de febrero de 1981) fue un escritor y conservacionista inglés, conocido sobre todo por sus relatos cortos del género sobrenatural, que él describió como "cuentos extraños" ("strange stories").

## Biografía

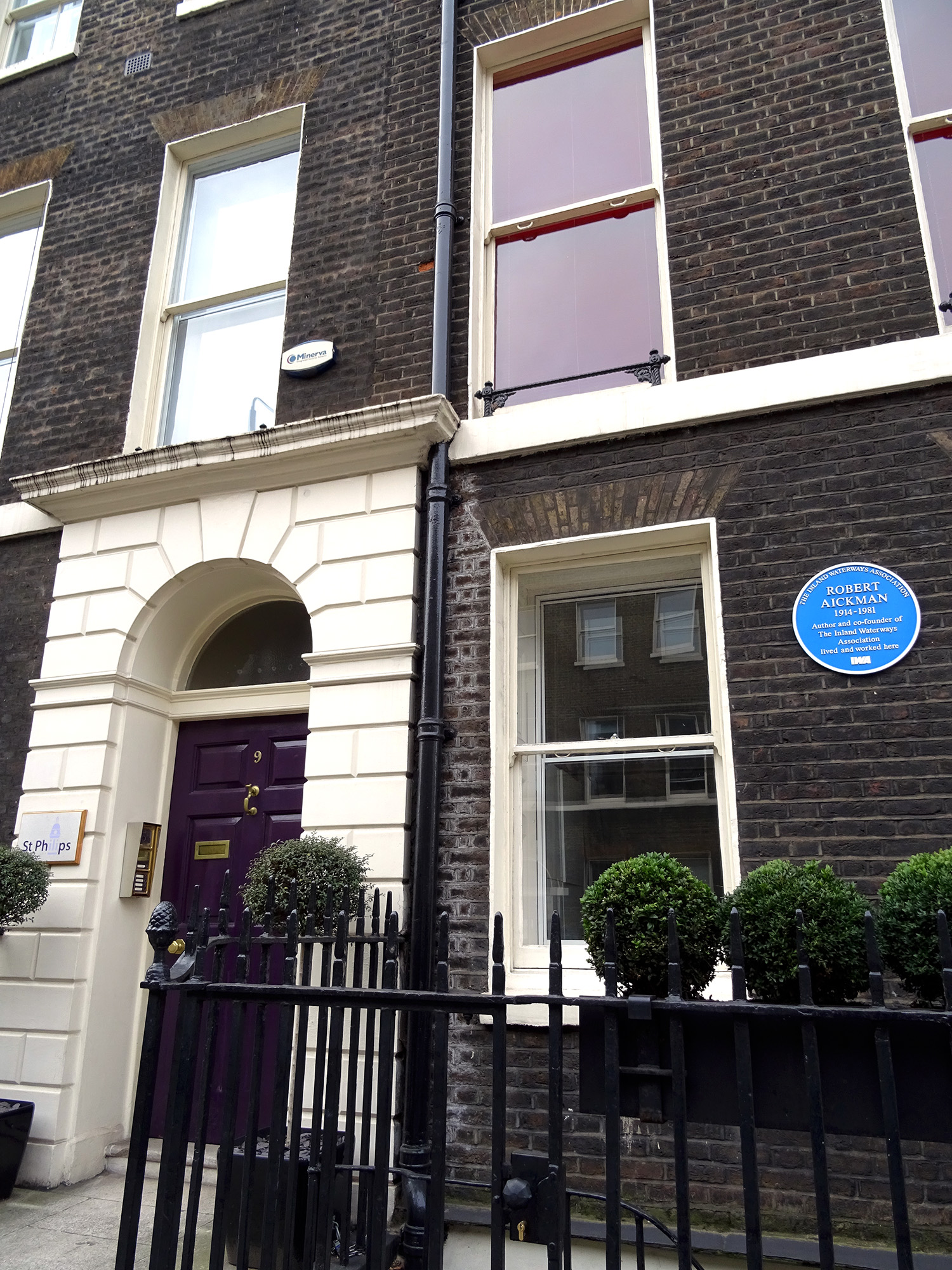
Robert Aickman 1914-1981, escritor y cofundador de The Inland Waterways Association vivió y trabajó aquí, 11 Gower Street, London, WC1E 6HB.

Robert Aickman era nieto del prolífico novelista victoriano Richard Marsh (1857-1915), conocido por su misteriosa novela The Beetle (1897), un libro que en su tiempo se equiparó en popularidad al Drácula de Bram Stoker.
Estudió arquitectura, como su padre, William Arthur Aickman. En las líneas iniciales de su libro autobiográfico The Attempted Rescue, Aickman describe a su padre como “el hombre más extravagante que yo he conocido”.
Además de su labor literaria, Aickman desarrolló un papel importante como ecologista, miembro fundador de la Inland Waterways Association, un grupo que se dedica a proteger de la contaminación las aguas de los canales interiores de Inglaterra.
Interesado en el teatro, el ballet y la música, Aickman realizó una interesante labor crítica en estos campos. También desempeñó cargos en la London Opera Society y en otros organismos.
Hoy en día los primeros libros de cuentos que escribió alcanzan un alto precio en los mercadillos de usado.
Algunos de los mejores relatos breves de Aickman (Ringing the Changes, The Swords, The same dog, The Cicerones...) han sido adaptados para las televisiones británicas.
Entre 1941 y 1957, el escritor estuvo casado con Edith Ray Gregorson.
Aickman murió de cáncer el 26 de febrero de 1981. 
El libro del estudioso del terror S. T. Joshi, The Modern Weird Tale (2001), incluye una ilustrativa panorámica de la obra de este autor.

## Obra

### Ficción
Muchos de sus libros contaron en la sobrecubierta con ilustraciones a cargo del ilustrador gótico Edward Gorey.

#### Novelas
Aickman escribió las novelas The Late Breakfasters y The Model: A Novel of the Fantastic, esta última una novela corta que nunca publicó en vida. Otra novela, Go Back At Once, permanece inédita.
- The Late Breakfasters. London: Victor Gollancz, 1964. Library reprint: Bath: Cedric Chivers, 1978. Reprint: London: Faber Finds, 2014; Richmond, VA: Valancourt Books, 2016.
- The Model. New York: Arbor House, 1987. Reprint: London: Faber Finds, 2014.

#### Colecciones de cuentos

##### Colecciones originales
- We Are for the Dark: Six Ghost Stories. London: Jonathan Cape, 1951. (Colección que contiene tres historias de Elizabeth Jane Howard y las tres siguientes de Aickman):
  - "The Trains"
  - "The Insufficient Answer"
  - "The View"

Note: las historias de Howard se reúnen con una adicional, "Mr Wrong", en Three Miles Up and Other Strange Stories (Tartarus Press, ISBN 1-872621-75-9).
- Dark Entries: Curious and Macabre Ghost Stories. London: Collins, 1964. Reprint: London: Faber, 2014.
  - "The School Friend"
  - "Ringing the Changes"
  - "Choice of Weapons"
  - "The Waiting Room"
  - "The View"
  - "Bind Your Hair"
- Powers of Darkness: Macabre Stories. London: Collins, 1966.
  - "Your Tiny Hand Is Frozen"
  - "My Poor Friend"
  - "The Visiting Star"
  - "Larger than Oneself"
  - "A Roman Question"
  - "The Wine-Dark Sea"
- Sub Rosa: Strange Tales. London: Victor Gollancz, 1968.
  - "Ravissante"
  - "The Inner Room"
  - "Never Visit Venice"
  - "The Unsettled Dust"
  - "The Houses of the Russians"
  - "No Stronger than a Flower"
  - "The Cicerones"
  - "Into the Wood"
- Cold Hand in Mine: Eight Strange Stories. London: Victor Gollancz, 1975. Reprint: Faber, 2014, con una nueva introducción, "Uneasy Does It: An Introduction to Robert Aickman" de Reece Shearsmith y un nuevo epílogo, "Memories of a Friend", de Jean Richardson.
  - "The Swords"
  - "The Real Road to the Church"
  - "Niemandswasser"
  - "Pages from a Young Girl's Journal"
  - "The Hospice"
  - "The Same Dog"
  - "Meeting Mr Millar"
  - "The Clock Watcher"
- Tales of Love and Death. London: Victor Gollancz, 1977.
  - "Growing Boys"
  - "Marriage"
  - "Le Miroir"
  - "Compulsory Games"
  - "Raising the Wind"
  - "Residents Only"
  - "Wood"
- Intrusions: Strange Tales. London: Victor Gollancz, 1980.
  - "Hand in Glove"
  - "No Time Is Passing"
  - "The Fetch"
  - "The Breakthrough"
  - "The Next Glade"
  - "Letters to the Postman"
- Night Voices: Strange Stories. London: Victor Gollancz, 1985. (Reimprime "The Trains" y también incluye lo siguiente):
  - "The Stains"
  - "Just a Song at Twilight"
  - "Laura"
  - "Rosamund's Bower"
  - "Mark Ingestre: The Customer's Tale"
- The Strangers and Other Writings. Tartarus Press, 2015. (Recopila ficción y no ficción inédita y no recopilada. Ficción solo listada aquí):
  - "The Case of Wallingford's Tiger"
  - "The Whistler"
  - "A Disciple of Plato"
  - "The Coffin House"
  - "The Flying Anglo-Dutchman"
  - "The Strangers"
  - "The Fully-Conducted Tour"

##### Colecciones reimpresas
- Painted Devils: Strange Stories. New York: Scribner's, 1979. (Historias revisadas):
  - "Ravissante"
  - "The Houses of the Russians"
  - "The View"
  - "Ringing the Changes"
  - "The School Friend"
  - "The Waiting Room"
  - "Marriage"
  - "Larger than Oneself"
  - "My Poor Friend"
- The Wine-Dark Sea. New York: Arbor House/William Morrow, 1988. Reprint: London: Faber, 2014.
  - "The Wine-Dark Sea"
  - "The Trains"
  - "Your Tiny Hand is Frozen"
  - "Growing Boys"
  - "The Fetch"
  - "The Inner Room"
  - "Never Visit Venice"
  - "The Next Glade" (Eliminado de la edición Faber)
  - "Into the Wood"
  - "Bind Your Hair" (Eliminado de la edición Faber)
  - "The Stains" (Eliminado de la edición Faber)
- The Unsettled Dust. London: Mandarin, 1990. Reprint: London: Faber, 2014.
  - "The Unsettled Dust"
  - "The Houses of the Russians"
  - "No Stronger than a Flower"
  - "The Cicerones"
  - "The Next Glade"
  - "Ravissante"
  - "Bind Your Hair"
  - "The Stains"
- The Collected Strange Stories. Horam, East Sussex: Tartarus/Durtro, 1999. (Dos volúmenes)
- The Late Breakfasters and Other Strange Stories. Richmond, VA: Valancourt, 2016. (Reproduce la novela de 1964 y los siguientes cuentos)
  - "My Poor Friend"
  - "The Visiting Star"
  - "Larger Than Oneself"
  - "A Roman Question"
  - "Mark Ingestre: The Customer's Tale"
  - "Rosamund's Bower"
- Compulsory Games. New York, NY: NYRB Classics, 2018. 
  - "Compulsory Games"
  - "Hand in Glove"
  - "Marriage"
  - "Le Miroir"
  - "No Time Is Passing"
  - "Raising the Wind"
  - "Residents Only"
  - "Wood"
  - "The Strangers"
  - "The Coffin House"
  - "Letters to the Postman"
  - "Laura"
  - "The Fully-Conducted Tour"
  - "A Disciple of Plato"
  - "Just a Song at Twilight"

### No ficción
- Know Your Waterways. London: Coram, 1955.
- The Story of Our Inland Waterways. London: Pitman, 1955.

### Autobiografía
- The Attempted Rescue. London: Victor Gollancz 1966.
- The River Runs Uphill: A Story of Success and Failure. Burton on Trent: Pearson, 1986.

Por otra parte, han quedado inéditas varias obras de teatro y una vasta obra filosófica titulada Panacea.
Como editor, Aickman publicó los primeros ocho volúmenes de la antología de terror Fontana Book of Great Ghost Stories, entre 1964 y 1972, habiendo seleccionado seis de sus propios cuentos para la misma. Igualmente añadió concienzudas introducciones a cada una.

## Premios
En 1975, Aickman recibió el World Fantasy Award por su cuento Pages from a Young Girl's Journal, aparecido en 1973 en The Magazine of Fantasy & Science Fiction, y dos años más tarde en el libro Cold Hand in Mine: Eight Strange Stories (Londres: Victor Gollancz Ltd. 1975). Ese mismo año recibió el World Fantasy Award en reconocimiento a toda su carrera.
En 1981, el año de su muerte, Aickman fue reconocido con el British Fantasy Award por su relato The Stains, el cual había aparecido en 1980 en la antología New Terrors (Londres: Pan, 1980), editada por su amigo y protegido, el también escritor de terror Ramsey Campbell.
En 2000, la colección de Tartarus Press The Collected Strange Stories ganó el British Fantasy Award al mejor libro de relatos.

## Edición en español
- La modelo. Adriana Hidalgo Editora. 2023. ISBN 9788419208293.
- El Asilo y otros relatos de lo extraño. México: Perla Ediciones. 2022. ISBN 9786079952556.
- Las casas de los rusos. Vilaür: Ediciones Atalanta. 2016. ISBN 978-84-945231-3-7.
- Varios autores (2013, 2014). «Robert Aickman, Los cicerones». Antología universal del relato fantástico. Colección Ars brevis. Edición y prólogo de Jacobo Siruela (Segunda edición). Vilaür: Ediciones Atalanta. ISBN 978-84-942276-5-3.
- Cuentos de lo extraño. Vilaür: Ediciones Atalanta. 2011. ISBN 9788493778439.
- Varios autores (2010, 2019). «Robert Aickman, Páginas del diario de una joven». Vampiros. Ars Brevis. Edición y prólogos de Jacobo Siruela (Tercera edición). Vilaür: Ediciones Atalanta. ISBN 9788412074307.
- La aparición. Argentina: Editorial Edhasa. 2011. ISBN 978-987-628-144-7.